# Loxosomella aloxiata
Loxosomella aloxiata är en bägardjursart som beskrevs av Iseto 2001. Loxosomella aloxiata ingår i släktet Loxosomella och familjen Loxosomatidae. Inga underarter finns listade i Catalogue of Life.